# Bombe rebondissante
Une bombe rebondissante est une variété de grenade sous-marine qui fut utilisée durant la Seconde Guerre mondiale. Son invention est attribuée à Barnes Wallis employé de Vickers-Armstrongs, une entreprise basée dans le Surrey. Le modèle le plus connu est celui employé durant l'opération Chastise, un raid mené par les Dambusters (« briseurs de barrages ») qui s'attaquèrent aux retenues artificielles de la vallée de la Ruhr.

## Origine
Vauban avait mis au point une arme similaire pour l'attaque des places fortes sous le nom de « tir à ricochet », qui permettait de détruire simultanément plusieurs canons sur une place fortifiée.
Barnes Wallis commença à réfléchir à ce type de bombe en 1941. Il savait que durant le XIXe siècle, la Royal Navy avait observé que les boulets de canon rebondissaient parfois sur l'eau, augmentant ainsi leur portée. Le phénomène était similaire à celui du ricochet d'une pierre sur l'eau. Cette particularité était utilisée par l'artillerie de défense des ports. 
En avril 1942, il rédigea un document nommé Spherical bomb - Surface torpedo (Bombe sphérique - Torpille de surface), omettant de divulguer un composant essentiel au bon fonctionnement du dispositif : la mise en rotation de la bombe avant le largage.

## Bombe anti-navire (Highball)
Le but de Wallis était initialement de concevoir un engin susceptible de couler des navires de guerre. La bombe devait être larguée loin des bateaux ciblés, être capable de passer par-dessus les protections anti-torpilles pour finalement couler le long de la coque afin d'exploser à une certaine profondeur. Outre son explosion près d'une zone peu protégée des navires, la bombe avait l'avantage de pouvoir embarquer plus d'explosif qu'une torpille classique. Les recherches de Wallis aboutirent à la Highball, une bombe sphérique. Deux exemplaires pouvaient être transportés par un avion De Havilland Mosquito.
L'emploi de la bombe Highball fut envisagé en 1944-1945 contre les navires japonais sur le théâtre d'opérations du Pacifique mais se heurta à des limitations pratiques induites par l'avion porteur : il fallait pouvoir le faire décoller et surtout apponter sur un porte-avions et, vu son poids et la résistance maximum des câbles d'arrêt, la vitesse d'appontage devait être au maximum de 85 mi/h (137 km/h)… alors  même que la vitesse de décrochage du Mosquito était de 115 mi/h (185 km/h).
Le très expérimenté pilote d'essai de l'aéronavale britannique Eric "Winke" Brown  réussit ce tour de force en utilisant un Mosquito navalisé, équipé de moteurs gonflés et d'hélices quadripales spéciales, qui devait apponter en étant littéralement « suspendu à ses hélices » mais les pilotes « ordinaires » de la Royal Air Force sélectionnés pour l'opération Highball eurent le plus grand mal à rééditer cet exploit, qui relevait plus de l'acrobatie que d'une procédure de routine. Ils étaient encore à l'entraînement en Écosse, et avaient détruit un certain nombre d'avions d'exercice quand la bombe d'Hiroshima et la capitulation japonaise vinrent annuler l'opération.

## Bombe anti-barrage (Upkeep)

Animation montrant le principe du ricochet de la bombe Upkeep

### Essais et prototypes
Lors de la Seconde Guerre mondiale, la Royal Air Force désigna les structures hydro-électriques de l'Allemagne comme des cibles potentielles. Les barrages posaient plusieurs problèmes : ils résistaient aux attaques classiques en raison de leur grande taille, une énorme quantité d'explosifs aurait été nécessaire et il fallait viser un endroit précis pour l'endommager. Les moyens de visée à bord des bombardiers n'étaient pas suffisamment avancés pour garantir la précision requise. Les Allemands avaient anticipé les attaques par des torpilles en plaçant de solides filets en amont des barrages. Wallis partit du principe qu'une version plus grande de la Highball pourrait être en mesure de passer par-dessus les filets en rebondissant avant de couler près du barrage. En explosant en dessous du niveau du lac, la bombe utiliserait l'eau comme une masse destructrice se propageant avec l'onde de choc et capable d'endommager la structure du barrage. Cette propriété permettait aussi de diminuer la quantité d'explosifs nécessaires.
De nombreux tests eurent lieu : envoi de divers projectiles sur l'eau, explosions avec des intensités différentes pour tester la résistance des structures, etc. On monta sur un bombardier Wellington un support pour le prototype de la bombe. Les essais en vol eurent lieu à Chesil Beach (Weymouth) dès octobre 1942 et portèrent notamment sur la mise en rotation de la bombe qui permettait d'avoir un ricochet suffisant. Les ingénieurs craignaient que la rotation ne perturbe l'appareil en vol mais il n'en fut rien. En revanche, les bombes s'avérèrent insuffisamment résistantes lors de l'impact sur l'eau et le premier largage en décembre se solda par un échec. En conséquence, l'enveloppe métallique fut renforcée. Enfin, si les paramètres de vitesse et d'altitude étaient insuffisamment maîtrisés, l'avion courrait deux risques supplémentaires : il pouvait se faire toucher par la bombe rebondissant trop haut, ou par la gerbe d'eau produite lors de l'impact de la bombe avec la surface.
Le 9 janvier 1943, Wallis termina son rapport Air Attack on Dams (attaques aériennes sur des barrages) avec les résultats des différentes expériences. Le lendemain, l'armée procéda à un essai avec le prototype renforcé et la bombe réussit à rebondir comme attendu. Le 23 janvier 1943, une bombe rebondit 13 fois. Les bombes opérationnelles furent livrées en avril 1943 à la RAF mais ce n'est pas avant le mois de mai qu'une bombe avec une charge fut testée.

### La version finale de la bombe
Sous pression par la Royal Air Force, Wallis fut forcé de produire une bombe différente de celle qu'il avait initialement en tête : la Upkeep (aussi nommée Vickers Type 464). Au lieu d'être sphérique, la bombe ressemblait à un gros baril métallique et lisse de 4,19 tonnes dont 2,29 tonnes d'explosif militaire Torpex. Qualifiée de mine, et officiellement nommée Upkeep store, la bombe mesurait 152 centimètres de long pour un diamètre de 142 centimètres. Le choix du Torpex répondait à un critère précis : son effet brisant était moindre que celui de la composition B mais la présence d'aluminium dans sa composition permettait d'avoir une explosion qui dure plus longtemps, une propriété intéressante pour endommager les structures sous-marines. La bombe devait être initialisée avant le largage en la faisant tourner à 500 tours par minute. Elle était ensuite lâchée à une hauteur de 18 mètres au-dessus du niveau de l'eau, à une vitesse comprise entre 386 et 402 km/h. Ces paramètres devaient être rigoureusement respectés pour obtenir l'effet désiré, avec un rebondissement suffisant pour passer par-dessus les filets. Arrivée près du barrage, ou au contact de celui-ci, la bombe coulait jusqu'à une profondeur de 9 mètres avant d'exploser, activée par trois détonateurs hydrostatiques (réagissant à la pression). En cas d'avarie, un détonateur chimique prenait le relais. La bombe devait s'autodétruire dans les 90 secondes pour éviter de tomber entre les mains ennemies (les Allemands réussirent toutefois à mettre la main sur un exemplaire de la bombe qui n'avait pas explosé).
Les bombes furent utilisées avec succès lors de l'opération Chastise (le raid Dambusters). Les Avro Lancaster du 617e escadron de la RAF attaquèrent durant la nuit du 16 au 17 mai 1943 sous le commandement du Wing Commander Guy Gibson. Pour se maintenir à la bonne hauteur au-dessus de la surface de l'eau, les avions étaient équipés de deux projecteurs séparés de quelques mètres qui projetaient leurs faisceaux en direction du sol à un angle de respectivement 30° et 40° par rapport à la verticale. Le navigateur n'avait qu'à vérifier que les deux spots au sol coïncidaient. Si les deux spots s'éloignaient lorsque l'avion remontait, c'est qu'il était trop haut (les faisceaux s'étaient croisés avant de toucher la surface de l'eau). À l'inverse, si les deux spots s'éloignaient lorsque l'avion s'abaissait, c'est qu'il était trop bas.
Sur les six cibles, quatre furent endommagées et deux furent détruites : le barrage d'Edersee et le réservoir de la Möhne. Dans ces deux cas une vague de plusieurs mètres de haut, produite par l'eau s'échappant à travers l'importante brèche, causa d'importantes destructions matérielles et des victimes (quelques dizaines dans le premier cas, et dans le second au moins 1200 dont 749 prisonniers de guerre français et ukrainiens, qui furent donc victimes de tirs fratricides). Mais les barrages étaient très bien défendus par des batteries de D.C.A., et les pertes furent élevées avec 8 bombardiers abattus sur 19, se soldant par la mort de 53 membres d'équipage. Gibson reçut par la suite la Croix de Victoria pour cette mission. 
Les barrages détruits furent très vite réparés, ne causant que quelques mois de désagréments aux Allemands.

## Autres opérations alliées
Une opération semblable à celle de Chastise fut considérée comme trop risquée et la bombe Upkeep ne fut plus utilisée dans d'autres missions. La bombe Highball aurait normalement dû être utilisée contre le navire allemand Tirpitz mais on préféra faire appel à une autre bombe développée par Wallis, le Tallboy capable de s'enfoncer profondément dans les structures des navires et des bunkers avant d'exploser. Les bombes rebondissantes avaient été par ailleurs évoquées pour le théâtre des opérations dans le Pacifique mais les Alliés ne s'en servirent pas.
Les Américains essayèrent Highball (renommée en Speedee) sur un Douglas A-26 mais la bombe rebondit directement dans l'appareil, lui arrachant la queue, ce qui provoqua la chute de l'appareil.
Upkeep et Highball restèrent des projets secrets jusqu'en janvier 1974, date à laquelle les documents les concernant furent rendus publics (en même temps que les archives du projet Ultra).

## La bombe allemande
Après l'opération Chastise, les Allemands découvrirent dans les bois une bombe Upkeep qui n'avait pas explosé. Les experts en armement l'étudièrent et le 17 juin 1943, Albert Speer envoya à Hermann Göring un rapport sur la bombe : 
« La bombe cylindrique n'a pas d'ailerons stabilisateurs. Son diamètre est de 1 270 mm pour une longueur de 1 530 mm. Chaque sommet (du cylindre) est fixé avec 30 boulons et des bandes d'acier. Le matériau utilisé pour les flancs du cylindre a une épaisseur de 12,5 mm alors que celui employé pour les sommets fait 10 mm. La charge hautement explosive de 2 600 kg est composée de 41,7 % de trinitrotoluol, 40,5 % d'hexogène et 17,5 % d'aluminium. Les tubes pour les pistolets hydrostatiques, du même type que ceux utilisés pour les grenades sous-marines, contiennent chacun 1 820 grammes de Tetryl. La charge d'auto-destruction (pour éviter qu'elle ne soit récupérée si elle finit sur la terre ferme) comprend 1 255 grammes de Tetryl. »
Grâce à cette expertise, la Luftwaffe développa une version d'une bombe rebondissante de 385 kg. La Kurt fut conçue au centre de recherche expérimentale de la Luftwaffe à Travemünde. La Kurt était supposée être larguée depuis des Fw 190 contre des navires anglais mais elle s'avéra trop dangereuse car elle conservait la même vitesse que l'avion et pouvait rebondir directement dans l'appareil. Les Allemands tentèrent de corriger le problème en ajoutant des fusées à la bombe mais leurs essais échouèrent. Le projet fut abandonné en 1944.

## La bombe soviétique
Les Soviétiques utilisèrent des bombes rebondissantes, en particulier le 16 juillet 1944 lors de la destruction, à Kotka en Finlande, de la batterie flottante antiaérienne Niobe, un ancien croiseur protégé néerlandais, saisi par les Allemands.

## Bombes encore existantes
Après la guerre, toutes les bombes Upkeep furent détruites. Cependant, un certain nombre de bombes d'essai et remplies de béton qui avaient été larguées à Reculver dans le Kent ont été découvertes et sont exposées en plusieurs lieux :
- l'Imperial War Museum
- le Brenzett Aeronautical Museum près de Romney Marsh.
- The Petwood Hotel, Woodhall Spa, Lincolnshire, était le mess des officiers du 617e escadron. Il possède un petit musée avec une bombe Upkeep endommagée.
- The Spitfire & Hurricane Museum à RAF Manston, Kent.
- Le Lincolnshire Aviation Heritage Centre à East Kirkby.
- Dover Castle
- RAF Lossiemouth - seulement accessible au public sur demande
- Herne Bay Museum and Gallery.
- Une section d'une bombe Highball, retrouvée par le groupe d'aviation de Pembrokeshire Aviation Group, est visible à l'aérodrome d'Haverfordwest.
- Une section d'une bombe Highball, découverte par la Royal Navy et des groupes de la flotte de Dorset, est exposée à l'Abbotsbury Swannery (parc des cygnes).

## Dans la culture
- Les Briseurs de barrages de Michael Anderson en 1955.
- Le film Mosquito Squadron de Boris Sagal (1969) narre l'histoire d'escadrilles de chasseurs bombardiers Mosquito, qui ont pour mission de détruire une usine allemande construite dans une grotte, à l'aide de bombes rebondissantes.
- Le jeu vidéo Bomber Crew sorti en 2017 comprend une mission semblable à l'opération Chastise où il faut détruire un barrage à l'aide d'une bombe rebondissante. Cependant le bombardier du joueur opère seul et non pas dans un groupe d'attaque de plusieurs bombardiers.